# Tarasówka (obwód witebski)
Tarasówka (błr. Тарасаўка, Tarasauka; ros. Тарасовка, Tarasowka) – wieś na Białorusi, w obwodzie witebskim, w rejonie postawskim, 13 km na północny wschód od Postaw. Wchodzi w skład sielsowietu Juńki.

## Historia
W dwudziestoleciu międzywojennym wieś leżała w granicach II Rzeczypospolitej w gromadzie Pietrahy, w gminie wiejskiej Postawy, w powiecie postawskim, w województwie wileńskim.
Według Powszechnego Spisu Ludności z 1921 roku zamieszkiwało tu 60 osób, 18 było wyznania rzymskokatolickiego a 42 prawosławnego. Jednocześnie 18 mieszkańców zadeklarowało polską a 42 białoruską przynależność narodową. Było tu 11 budynków mieszkalnych. W 1931 w 13 domach zamieszkiwało 66 osób.
Jej mieszkańcy podlegali pod rzymskokatolicką parafię Niepokalanego Poczęcia NMP w Postawach i prawosławną w Rymkach. Miejscowość podlegała pod Sąd Grodzki w Postawach i Okręgowy w Wilnie; właściwy urząd pocztowy mieścił się w Postawach.
W 1938 roku miejscowość należała do gromady Piertahy gminy Postawy.
Po agresji ZSRR na Polskę w 1939 roku wieś znalazła się w granicach BSRR. W latach 1941–1944 była pod okupacją niemiecką. Następnie leżała w BSRR. Od 1991 roku w Republice Białorusi.